# Fátima Mendonça
Pour les articles homonymes, voir Mendonça.
Fátima Mendonça – de son nom complet Maria de Fátima Raposo de Mendonça – est une universitaire et essayiste mozambicaine, qui fut professeure à l'université Eduardo Mondlane de Maputo. Ses travaux de recherche portent sur l'histoire littéraire du Mozambique, dont elle est considérée comme l'une des meilleures spécialistes. Elle a notamment mis en évidence l'homologie entre l'histoire littéraire du pays et celle de sa révolution.

## Biographie
Professeure à l'université Eduardo Mondlane à partir de 1977, elle y enseigne la littérature mozambicaine, la littérature comparée, les littératures africaines comparées et les littératures d'Afrique australe, avant de prendre sa retraite en 2004.
Elle est membre de l'Association des écrivains mozambicains (AEMO).
Depuis 2007 elle est chercheuse titulaire au CLEPUL (Centro de Literaturas e Culturas Lusófonas e Europeias (pt)) à l'université de Lisbonne.

## Sélection de publications
- « Dias, João (João Bernardo Dias) », Domingo, 5 octobre 1986, p. 5
- Antologia da nova poesia moçambicana: 1975-1988 (en collaboration avec Nelson Saúte), 1989
- Literatura moçambicana – a história e as escritas, 1989.
- « A literatura moçambicana em questão », Discursos, no 9, 1995, p. 37-51, [lire en ligne]
- Rui de Noronha: meus versos (édition critique), 2006.
- « Hibridismo ou estratégias narrativas? Modelos de herói na ficção narrativa de Ngugi wa T'hiongo, Alex La Guma e João Paulo Borges Coelho », Via Atlântica, 2009, [lire en ligne].
- Literatura moçambicana – as dobras da escrita, 2011.
- João Albasini e as luzes de Nwandzengele: jornalismo e política em Moçambique, 1908–1922, (en collaboration avec César Braga-Pinto), 2014.
- « Moçambique, lugar para a poesia », postface des éditions mozambicaines de Sangue negro (2001) de Noémia de Sousa, 2016 [lire en ligne]

## Distinctions
En 2016 elle reçoit le prix José Craveirinha de littérature qui lui est remis à la foire du Livre de Songo, dans la province de Tete, le 11 novembre 2016.